# Copăceni (Cluj)
Copăceni (früher Copand; ungarisch Koppánd) ist ein Dorf im Kreis Cluj (Rumänien). Es ist Teil der Gemeinde Săndulești.

## Lage

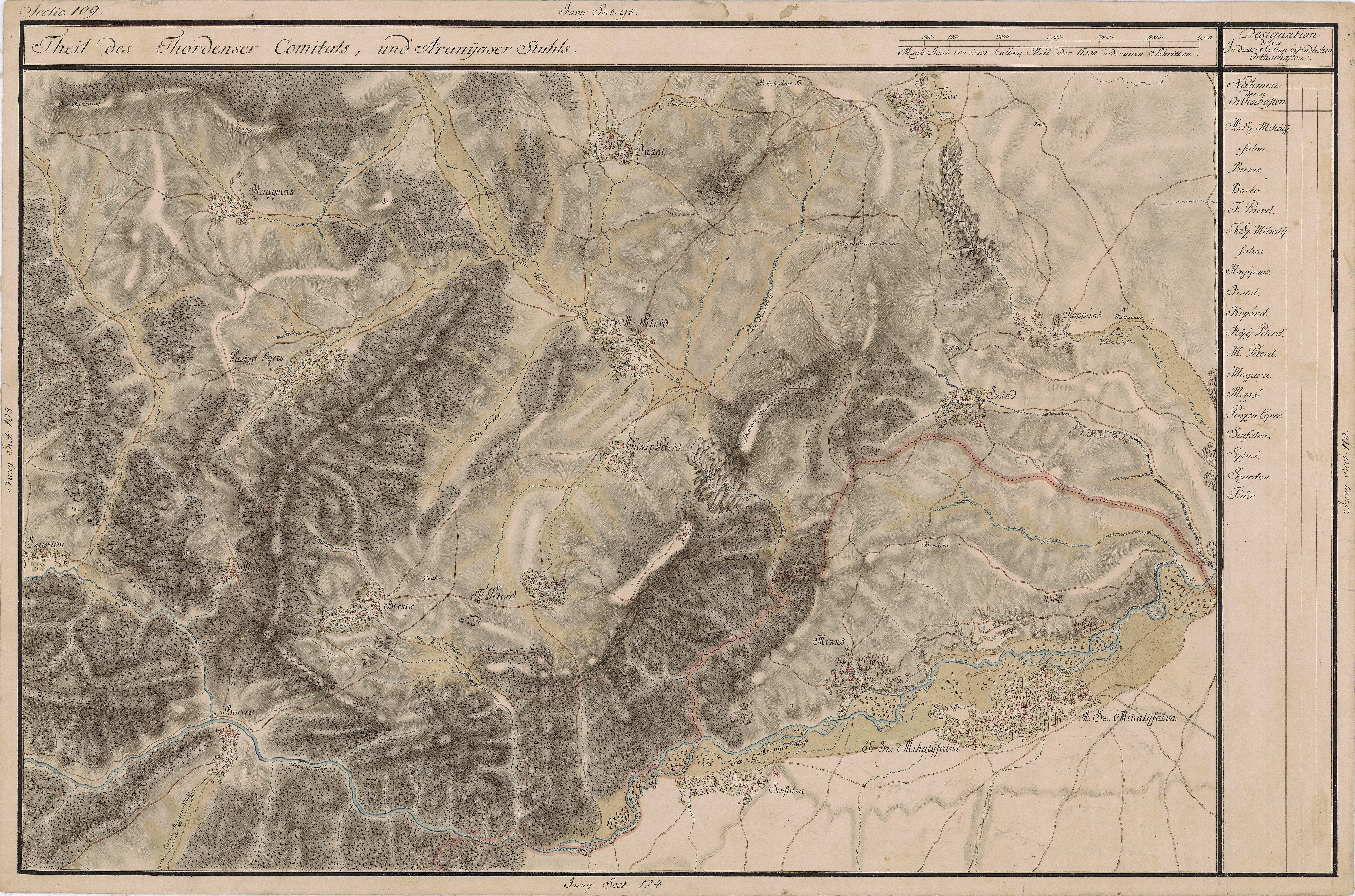
Kopánd in der Josephinischen Landaufnahme von 1769 bis 1773.

Copăceni liegt im Westen Siebenbürgens am nordöstlichen Rand des Apuseni-Gebirges, etwa 12 Kilometer vom Gemeindezentrum entfernt. Die nächstgelegene größere Stadt ist Turda (Thorenburg) (ca. 5 km südöstlich). Der Ort liegt unmittelbar an den hier gemeinsam verlaufenden Europastraßen 60 und 81. Der nächste Bahnhof befindet sich etwa 10 km östlich des Ortes an der Bahnstrecke Cluj Napoca–Războieni.

## Geschichte
Archäologische Funde deuten nach Angaben von Antal Koch und Márton Roska auf eine Besiedlung des Ortes, die bis in die Jungsteinzeit zurückreicht. So befindet sich dort ein Grab der Hügelgräberkultur der Mittleren Bronzezeit (1600 bis 1400 v. u. Z.), von den Einheimischen Dăbăgău genannt.
Im zweiten Jahrhundert führte eine römische Wasserleitung von der Quelle Izvorul Copăcenilor nach Potaissa durch das Gebiet von Copăceni, zahlreiche entsprechende archäologische Funde wurden dort gemacht. Etliche Befunde wiederum sprechen darüber hinaus von der Existenz einer ländlichen Ansiedlung, möglicherweise einer Villa rustica in derselben Zeit. Nicht weit entfernt verlief die römische Fernstraße, welche von Apulum über Potaissa nach Napoca führte.
Copăceni wurde 1176 erstmals urkundlich erwähnt. Im Jahre 1658 wurde der bis dahin vorwiegend von Ungarn bewohnte Ort von Türken und Tataren völlig zerstört und anschließend mit Rumänen wiederbesiedelt.

## Bevölkerung
1850 lebten im Ort Copăceni 381 Menschen. 347 davon waren Rumänen, 16 Magyaren und 17 waren Roma. Die höchste Bevölkerungszahl des Dorfes (1363) und auch gleichzeitig die der Rumänen (1349) wurde 1977 ermittelt. Die höchste Bevölkerungszahl der Magyaren (91) und die der Rumäniendeutschen (3) wurden 1900 registriert. 2002 bezeichneten sich von den 1250 Einwohnern des Ortes 1209 als Rumänen, 25 als Ungarn und 16 als Roma.

## Sehenswürdigkeiten
In Copăceni befindet sich eine rumänisch-orthodoxe Kirche aus dem Jahr 1739. Weiterhin gibt es einen Park mit einem im 19. Jahrhundert gebauten Herrenhaus der Adelsfamilie Vitéz. Dieses Anwesen steht unter Denkmalschutz.
Nordwestlich von Copăceni befindet sich die etwa zwei Kilometer Talschlucht Cheile Turului, die vom Bach Pârâul Racilor gebildet wird.

Rohrstücke der römischen Wasserleitung
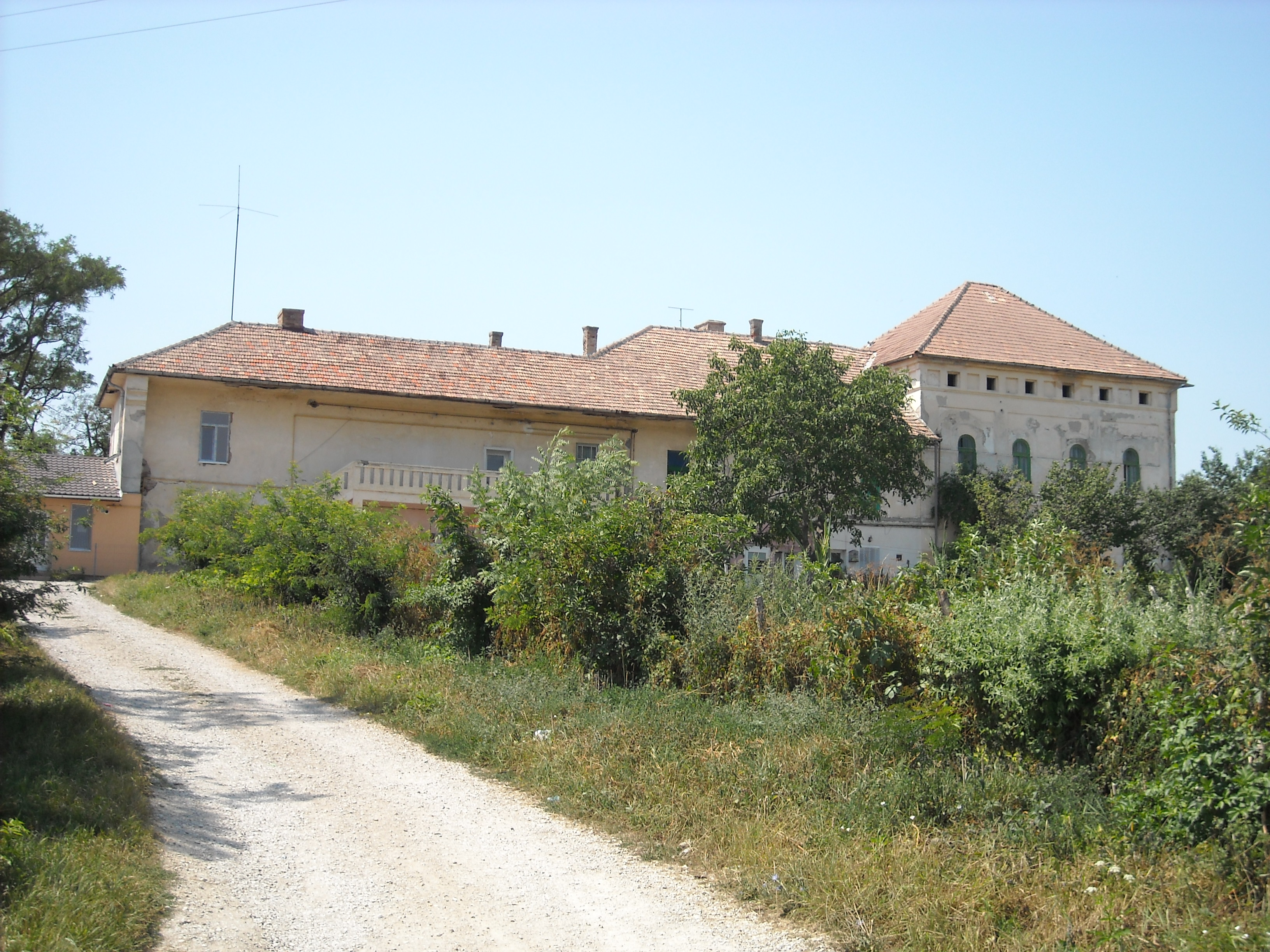
Herrenhaus der Familie Vitéz
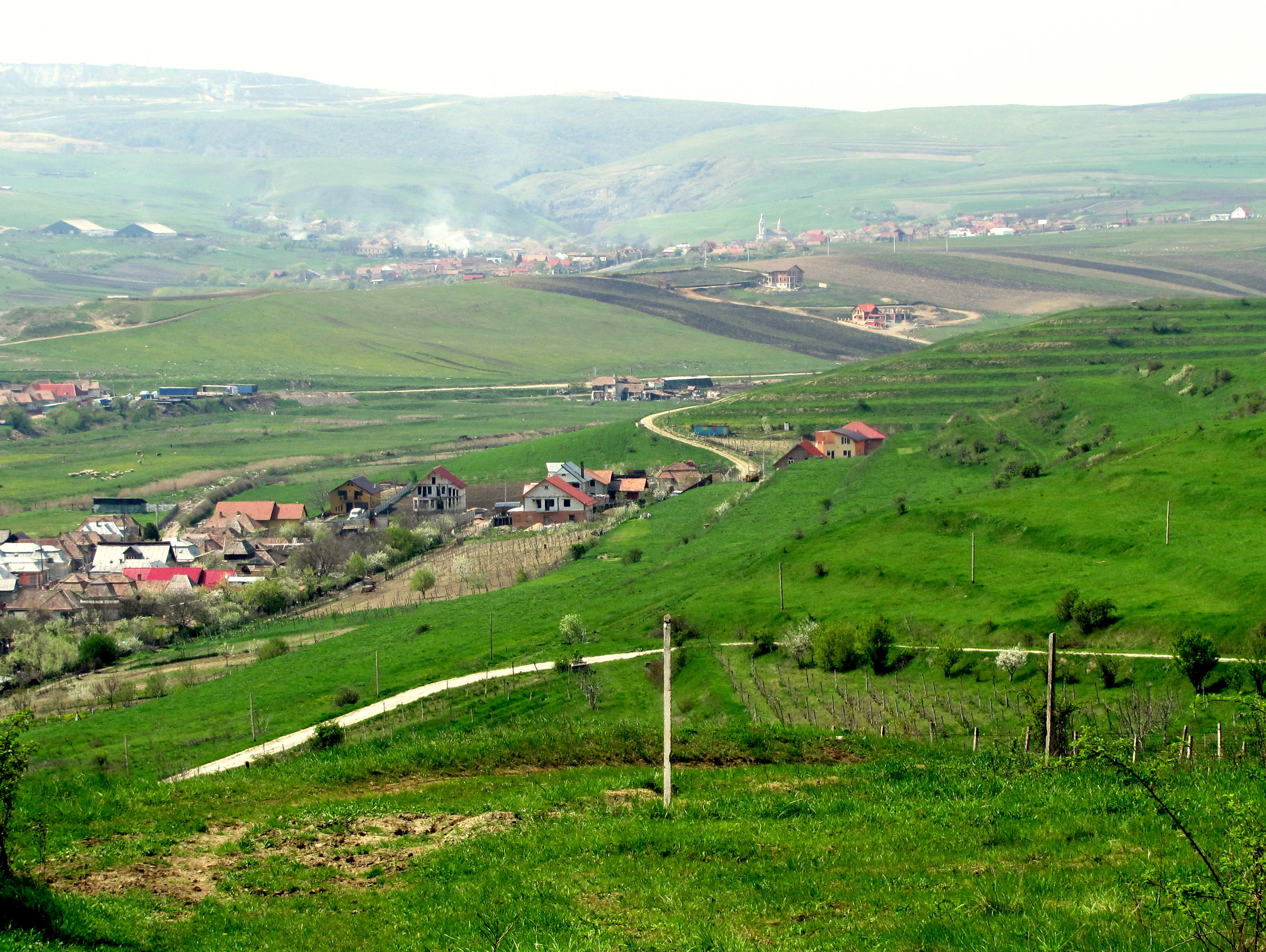
Blick auf Copăceni (im Hintergrund)